# Geslau
Geslau là một đô thị ở huyện Ansbach bang Bayern nước Đức. Đô thị Geslau có diện tích 41,97 km², dân số thời điểm ngày 31 tháng 12 năm 2006 là 1414 người.